# ريكاردو نواك
ريكاردو نواك (بالإيطالية: Riccardo Nowak)‏ هو مبارز بالسيف إيطالي، ولد في 16 يناير 1885 في بيرغامو في إيطاليا، وتوفي بنفس المكان في 18 فبراير 1950.

## وصلات خارجية
- ريكاردو نواك على موقع اللجنة الأولمبية الدولية (الإنجليزية)
- ريكاردو نواك على موقع أوليمبيديا (الإنجليزية)
- ريكاردو نواك على موقع اللجنة الأولمبية الإيطالية (الإيطالية)